# Stopień Wodny Bartoszowice

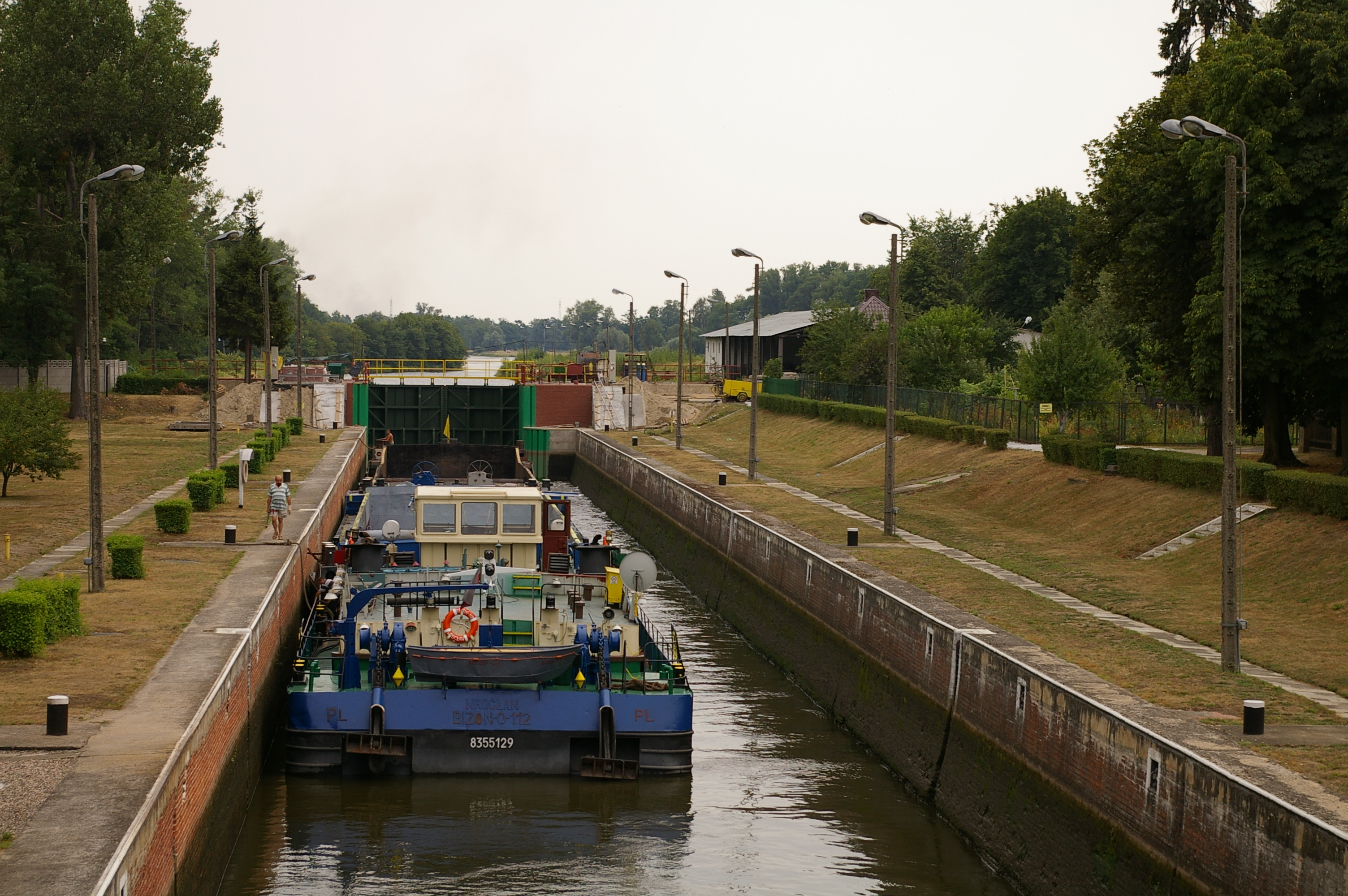
Śluza Bartoszowice

Stopień Wodny Bartoszowice – stopień wodny we Wrocławiu, będący jednym ze stopni Odrzańskiej Drogi Wodnej, na jej głównym szlaku wodnym prowadzącym przez miasto, tzw. Głównej Drodze Wodnej. Stopień piętrzy wody największej z rzek przepływającej przez miasto – rzeki Odra. Obejmuje budowle piętrzące zlokalizowane w rejonie osiedla Bartoszowice i Swojczyce – Strachocin. W obrębie tego stopnia wodnego znajdują się takie budowle hydrotechniczne jak Jaz Bartoszowice i Śluza Bartoszowice.

## Elementy stopnia

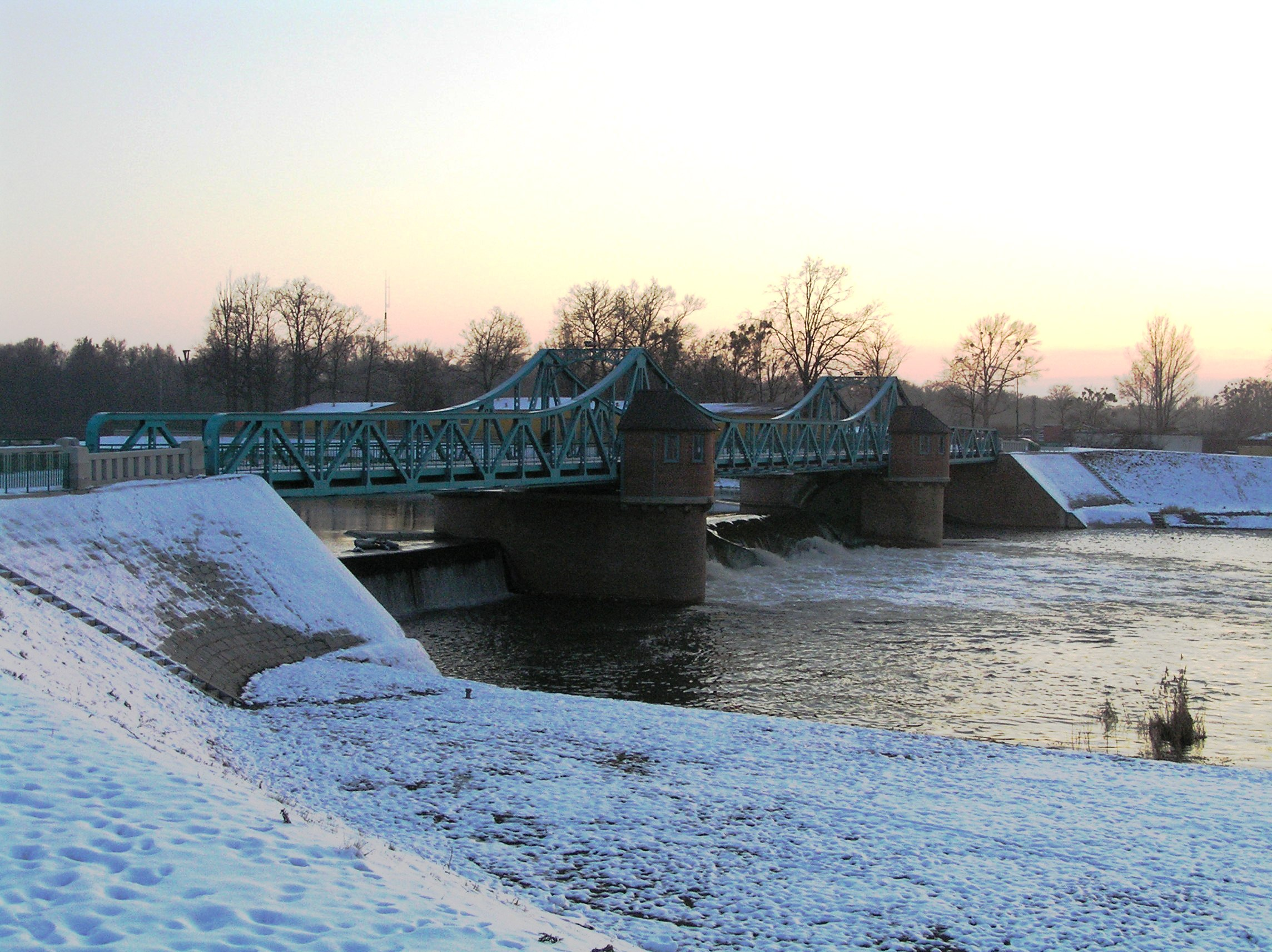
Jaz Bartoszowice – stanowisko dolne (i Most Bartoszowicki)

Składa się z dwóch podstawowych elementów hydrotechnicznych, tj. budowli piętrzących, a także budynków oraz obiektów pomocniczych i towarzyszących. Podstawowymi elementami tego stopnia są:
- Jaz Bartoszowice
- Śluza Bartoszowice.

Oprócz podstawowych obiektów piętrzących, wybudowano także elementy pomocnicze i towarzyszące, takie jak mosty i kładki zapewniające możliwość komunikacji, budynki techniczne oraz administracyjne i mieszkalne, a także dodatkowe urządzenia i budowle techniczne.

## Historia

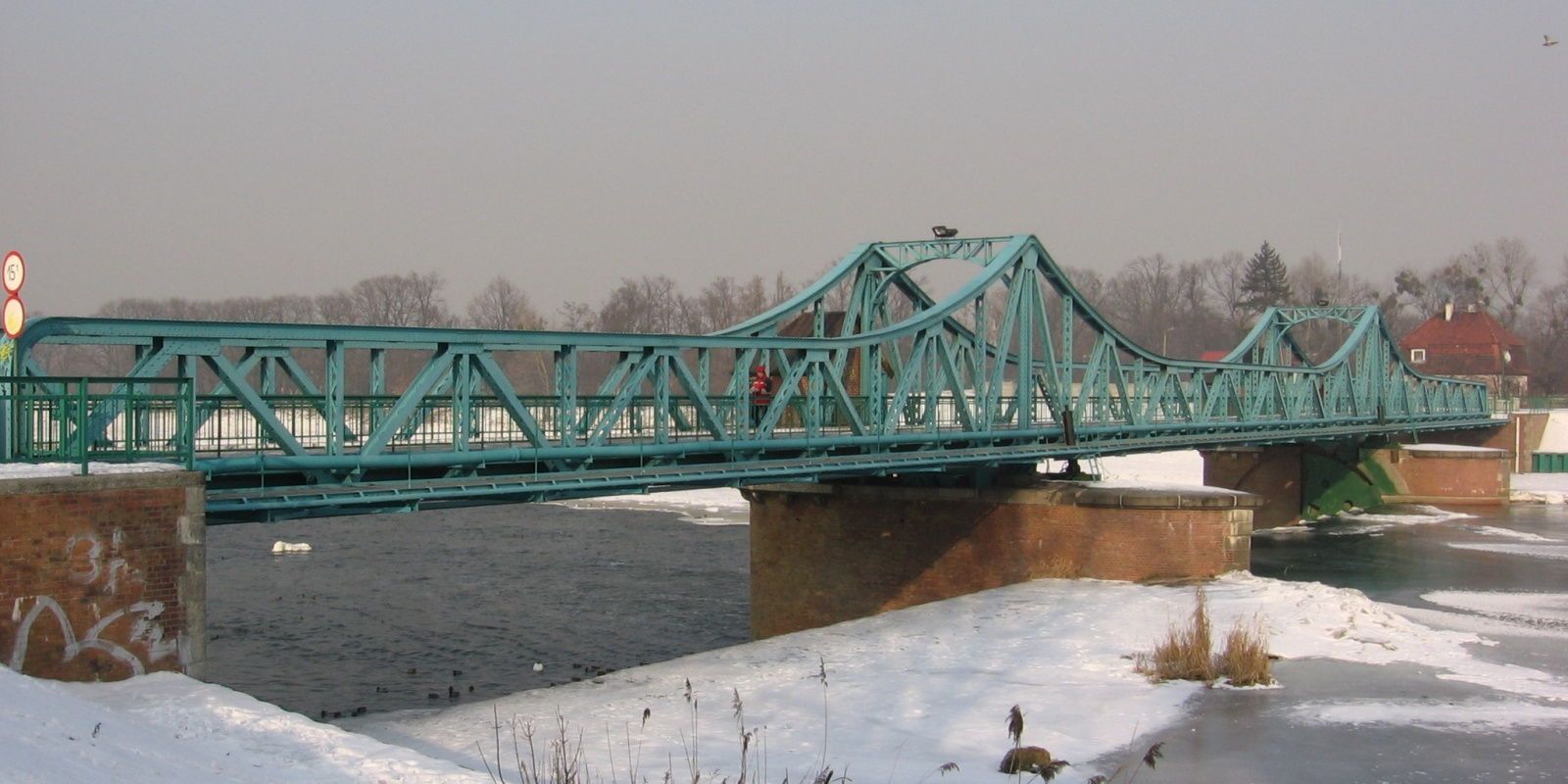
Jaz Bartoszowice – stanowisko górne (i Most Bartoszowicki)

Obecny kształt Stopnia Wodnego Bartoszowice jest wynikiem realizacji inwestycji, polegającej na budowie nowej drogi wodnej oraz nowego systemu zabezpieczenia przeciwpowodziowego miasta, a także innych, następnych inwestycji polegających na modernizacji i budowie nowych obiektów. Inwestycja pierwotna prowadzona była w latach 1913–1917. Część obiektów pierwotnie istniejących na stopniu została przebudowana, a część uległa zniszczeniu i została zdemontowana.

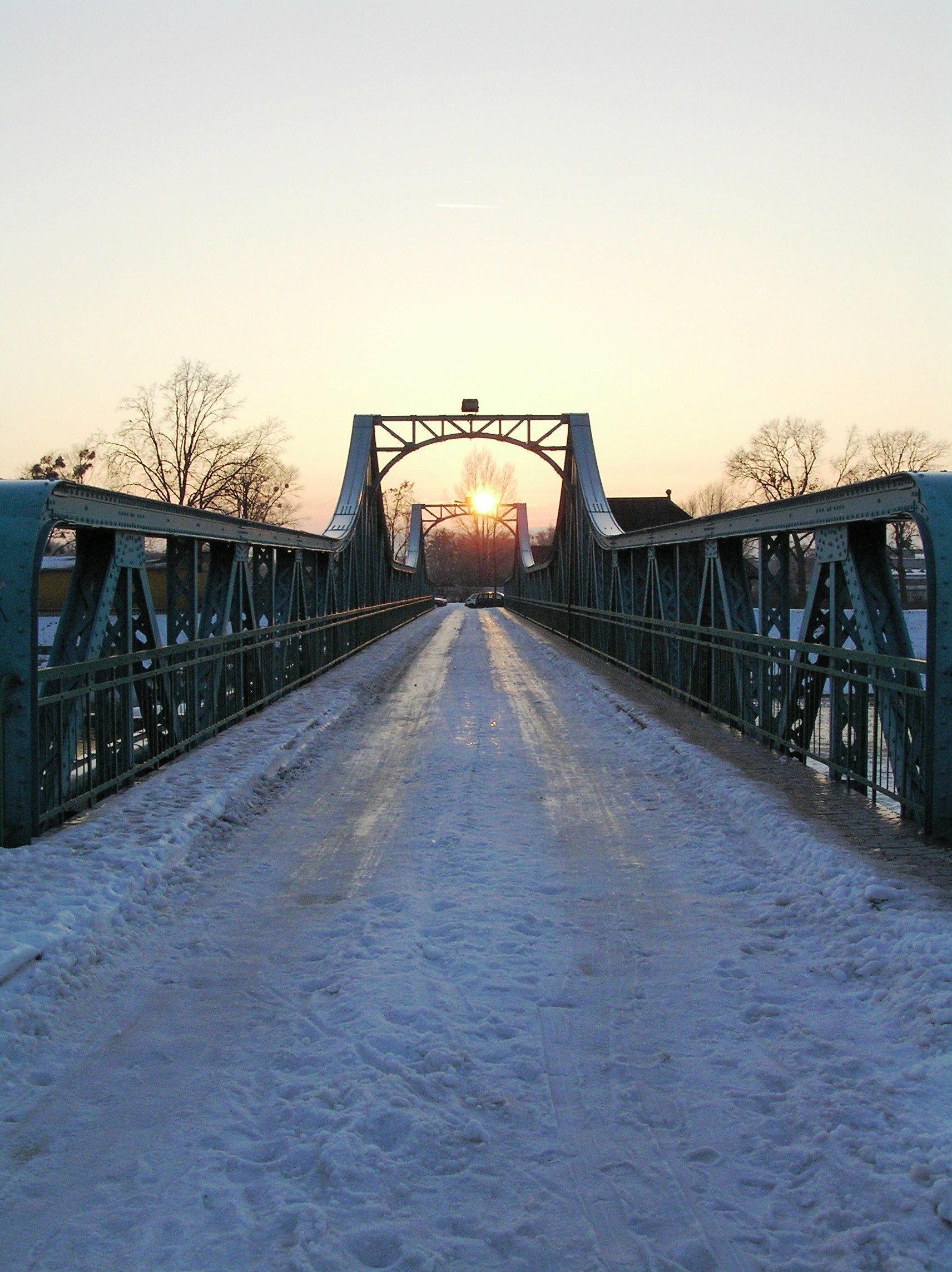
Most Bartoszowicki

| lata | obiekt                                  | wydarzenie, rodzaj robót                                                          |
| ---- | --------------------------------------- | --------------------------------------------------------------------------------- |
| 1913 | Stopień wodny Bartoszowice              | budowa – początek                                                                 |
| 1917 | Stopień wodny Bartoszowice              | budowa – zakończenie                                                              |
| 1945 | Most Bartoszowicki                      | wysadzenie mostu przez Niemców podczas działań wojennych końca II wojny światowej |
| 1948 | Most Bartoszowicki                      | odbudowa                                                                          |
| 1997 | Jaz Bartoszowice (i Most Bartoszowicki) | remont po powodzi tysiąclecia                                                     |
| 2004 | kładka                                  | budowa                                                                            |
| 2006 | Śluza Bartoszowice                      | remont i modernizacja                                                             |

## Nazewnictwo
W okresie powojennym, w Polsce, ukształtowało się odpowiednie nazewnictwo w odniesieniu do obiektów stopnia oraz dla obiektów towarzyszących i kanałów wodnych. Nazwy stosowane w odniesieniu do tych obiektów wywodzą się od nazwy osiedla Bartoszowice, które położone jest na zachodnim, lewym brzegu Odry. Dla śluzy i jazu stosuje się nazwę zgodną z nazwą Stopnia Wodnego Bartoszowice: Śluza Bartoszowice oraz Jaz Bartoszowice. Ponieważ współcześnie istniejące obiekty stopnia powstały w czasie, gdy Wrocław przynależał do Niemiec, miały również one wcześniej swoje nazwy niemieckie.
Stopień Wodny Bartoszowice oraz położony na Miejskiej Drodze Wodnej prowadzącej przez Wrocław Stopień Wodny Opatowice, współpracują ściśle ze sobą piętrząc wodny Odry na odcinku rzeki do poprzedniego na szlaku Stopnia Wodnego Janowice. Z tego względu część autorów różnych publikacji traktuje obiekty obu tych stopni łącznie i razem z lokalnym układem hydrologicznym definiując Węzeł Wodny Bartoszowicko-Opatowicki.
| nazwa obecna       | nazwa niemiecka     |
| ------------------ | ------------------- |
| Jaz Bartoszowice   | Barlhelner Wehr     |
| Śluza Bartoszowice | Barlhelner Schleuse |

## Lokalizacja stopnia
Stopnień ten obejmuje budowle piętrzące umiejscowione w dwóch kanałach wodnych, rozdzielonych groblą. Korona tej grobli została nazwana Ulicą Folwarczną. Do stopnia prowadzi od strony osiedla Bartoszowice ulica Braci Gierymskich, w ciągu której leży Most Bartoszowicki.
| element stopnia    | 245,04 km biegu                      | kierunek            | brzeg | przyczółek, ramię kanał                        | elementy pomocnicze, towarzyszące                                     |
| ------------------ | ------------------------------------ | ------------------- | ----- | ---------------------------------------------- | --------------------------------------------------------------------- |
| Jaz Bartoszowice   | 0,45 km Kanału Powodziowego          | południowo-zachodni | lewy  | Bartoszowice                                   | Most Bartoszowicki                                                    |
| Jaz Bartoszowice   | 0,45 km Kanału Powodziowego          | Kanał Powodziowy    |       |                                                | Most Bartoszowicki                                                    |
| Jaz Bartoszowice   | 0,45 km Kanału Powodziowego          | północno-wschodni   | prawy | grobla rozdzielająca kanały (ulica Folwarczna) | Most Bartoszowicki                                                    |
| Śluza Bartoszowice | 244,4 km Odry 0,5 Kanału Żeglugowego | południowo-zachodni | lewy  | grobla rozdzielająca kanały (ulica Folwarczna) | budynki administracyjne i techniczne, kładka, wrota przeciwpowodziowe |
| Śluza Bartoszowice | 244,4 km Odry 0,5 Kanału Żeglugowego | Kanał Żeglugowy     |       |                                                | budynki administracyjne i techniczne, kładka, wrota przeciwpowodziowe |
| Śluza Bartoszowice | 244,4 km Odry 0,5 Kanału Żeglugowego | północno-wschodni   | prawy | Swojczyce – Strachocin                         | budynki administracyjne i techniczne, kładka, wrota przeciwpowodziowe |

## Miejsce w układzie funkcjonalnym

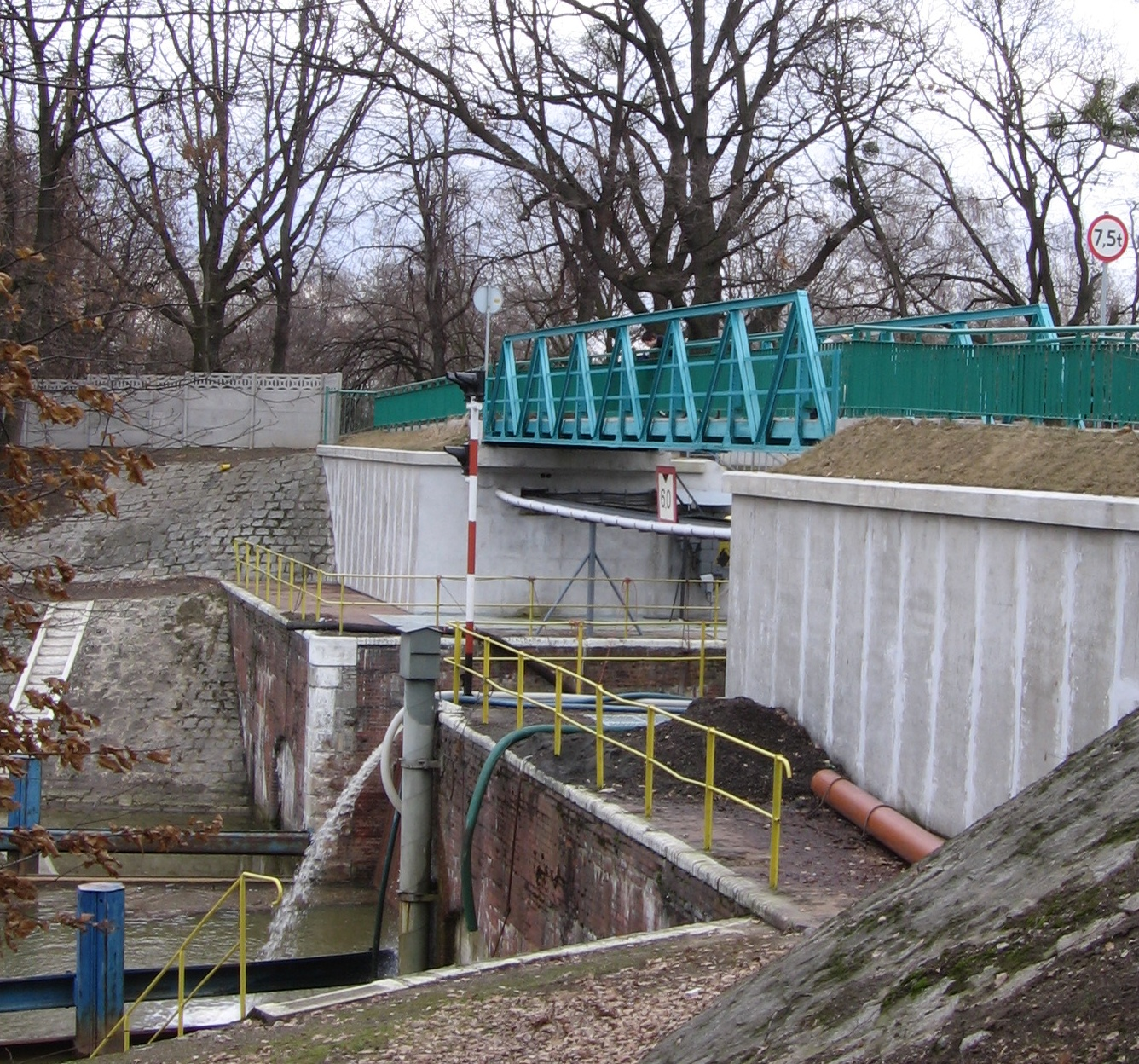
Stanowisko dolne śluzy i kładka

Wrocław położony jest nad skanalizowanym odcinkiem rzeki Odry, co oznacza, że Stopień Wodny Bartoszowice jest jednym z całego ciągu stopni utrzymujących wymagany poziom wody na rzece:
- poprzednim stopniem wodnym jest Stopień Wodny Janowice
- równorzędnie na Miejskiej Drodze Wodnej we Wrocławiu położony jest Stopień Wodny Opatowice, oraz śluza wałowa umożliwiająca przerzut, poprzez Kanał Odpływowy, części wód wezbraniowych do Widawy,
- następnym stopniem wodny jest Stopień Wodny Zacisze[d]

Szlak wodny prowadzący przez Stopień Wodny Bartoszowice jest drogą wodną, w rozumieniu odpowiednich przepisów prawa, tj. rozporządzenia Rady Ministrów w sprawie śródlądowych dróg wodnych – wykaz śródlądowych dróg wodnych; został on ujęty w wykazie śródlądowych dróg wodnych stanowiącym załącznik do tego rozporządzenia, tzw. Odrzańska Droga Wodna, będąca elementem międzynarodowej drogi wodnej E–30. Jest to główny szlak dla tej drogi wodnej, boczny szlak prowadzi przez Stopień Wodny Opatowice.
Stopień Wodny Bartoszowice oraz Stopień Wodny Opatowice są pierwszymi względem biegu rzeki z kaskady stopni wodnych we Wrocławskim Węźle Wodnym. Te dwa stopnie, oraz dodatkowo śluza wałowa, sterują całym przepływem wodny w Odrze przez miasto. Stopień Wodny Opatowice kieruje wody do Śródmiejskiego Węzła Wodnego i Miejskiej Drogi Wodnej, a Stopień Wodny Bartoszowice do Głównej Drogi Wodnej i Kanału Powodziowego, natomiast śluza wałowa umożliwia przerzut wód Odry do Widawy przez Kanał Odpływowy. Z tego względu cały ten układ funkcjonalny wyróżniany jest jako Węzeł Wodny Bartoszowicko–Opatowicki.

## Obiekty podstawowe
Obiekty podstawowe stopnia to obiekty utrzymujące odpowiedni, założony poziom piętrzenia na stopniu oraz realizujące inne, konkretne funkcje, do których dana budowla jest przeznaczona. Spad na stopniu dla normalnego poziomu piętrzenia wynosi: 3,7 m dla jazu i 3,1 dla śluzy.
| nazwa              | ramię, kanał     | rodzaj      | data powstania | podstawowe dane                                         |
| ------------------ | ---------------- | ----------- | -------------- | ------------------------------------------------------- |
| Jaz Bartoszowice   | Kanał Powodziowy | jaz         | 1917           | przęsła: 30+40+30 m; zamknięcia: stały+segmentowy+stały |
| Śluza Bartoszowice | Kanał Żeglugowy  | śluza wodna | 1917           | wymiary: 187,7 × 9,6 m; zamknięcia: wrota wsporne       |

## Pozostałe obiekty

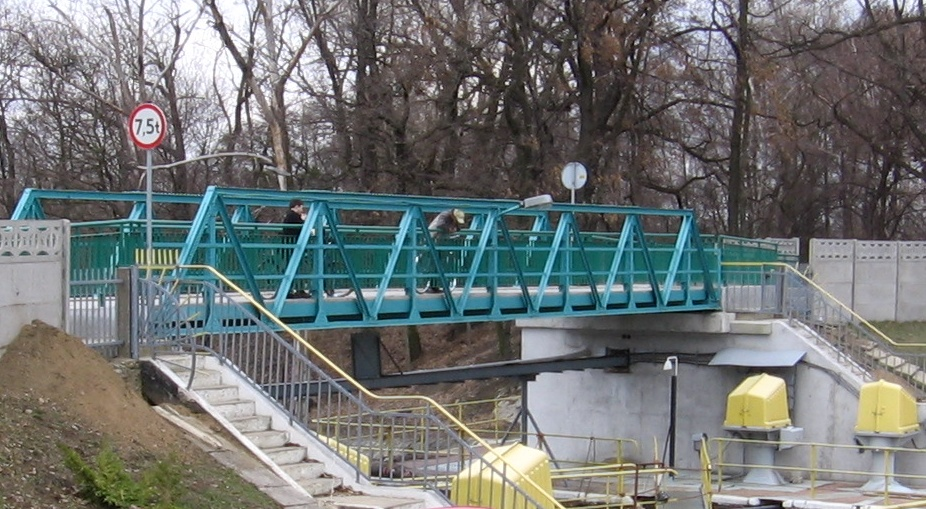
Wybudowana kładka nad Kanałem Żeglugowym przy Śluzie Bartoszowice

Wśród obiektów uzupełniających i towarzyszących zrealizowanych w obrębie stopnia wymienić należy:
- Kanał Powodziowy i Żeglugowy, rozdzielony groblą
- Most Bartoszowicki
- budynki mieszkalne, administracyjne i techniczne[e]
- kładka
- wrota przeciwpowodziowe w głowie górnej śluzy[f]
- dodatkowe zamknięcia iglicowe przy jazie.

Z nieistniejących obecnie obiektów wymienić należy most stalowy, który istniał przy śluzie; zniszczony podczas działań wojennych nie został odbudowany, lecz w jego miejsce w 2004 wybudowano kładkę.